# Sinan Reis
 (avril 2017).
Si vous disposez d'ouvrages ou d'articles de référence ou si vous connaissez des sites web de qualité traitant du thème abordé ici, merci de compléter l'article en donnant les références utiles à sa vérifiabilité et en les liant à la section « Notes et références ».
Sinan Reis, Ciphut Sinan ou Sinan le Juif est un corsaire barbaresque ottoman et un pirate juif originaire de Smyrne, actif dans la première moitié du XVIe siècle.

## Biographie
Selon Prudencio de Sandoval, un auteur dont l'œuvre est une source fréquemment utilisée à propos de l'histoire des Barbaresques, il serait originaire de Smyrne et ne serait « pas juif de naissance, mais de réputation », ce que Rang et Denis interprètent comme le fait que le surnom de « juif » lui avait été donné en raison de la liberté de ses opinions religieuses.
Le journaliste Edward Kritzler imagine qu'il était issu d'une famille séfarade ayant fui l'Espagne après le décret d'expulsion en 1492. Il navigue en tant que corsaire barbaresque sous l'autorité du célèbre amiral Khayr ad-Din Barberousse. Il a participé à de nombreuses grandes batailles contre les Espagnols et le Saint Empire Germanique. Ayant perdu un œil dans une bagarre, Sinan le couvre avec un bandeau noir, devenu par la suite un accessoire iconique des pirates.
Sinan a navigué avec le corsaire barbaresque et amiral ottoman Hayreddin Barbarousse lors de la bataille de Preveza en 1538 contre la flotte impériale de Charles et son commandant, Andrea Doria. Sinan a suggéré de faire accoster des troupes à Actium sur le Golfe d'Arta près de Preveza, une idée que Barberousse a initialement refusé, mais qui s'est avérée plus tard importante pour assurer la victoire ottomane[réf. nécessaire].
Les journaux anglais[Lesquels ?] de 1521 portent des preuves de ses actions :
« Quant à Coron, il a été rapporté à Rome il y a quelques jours que Andrea Doria a été informé que le célèbre pirate juif avait préparé une flotte forte pour rencontrer les galères es qui doivent rejoindre Doria. »
Son surnom "le Grand Juif", apparaît dans une référence de 1528 par le Gouverneur de l'Inde portugaise, qui a cru à tort que Sinan a été envoyé par Suleiman le Magnifique pour aider le Roi de Calicut[réf. nécessaire].
Vers 1540, le fils de Sinan voyageait par mer pour rencontrer son père après l'une de ses victoires, mais le garçon a été capturé par les forces de l'empereur Charles et a finalement été remis au Seigneur d'Elbe, qui l'a baptisé et l'a élevé à la cour. Barberousse fit plusieurs tentatives infructueuses pour racheter le fils de Sinan. Tout en naviguant à proximité en 1544, Barberousse envoya un délégué à Elbe pour tenter de nouveau de libérer le garçon. Le Seigneur de l'île a répondu que ses « scrupules religieux lui interdisaient de rendre un chrétien baptisé à un infidèle ». Furieux, Barberousse débarqua des hommes à Piombino, saccagea la ville, et fit sauter le fort, après quoi le souverain consentit à libérer son « garçon préféré ». Cette nouvelle atteignit Sinan à Suez sur la Mer Rouge, où le « Grand Juif » construisait une flotte pour aider un dirigeant indien à expulser les Portugais[réf. nécessaire].
La confusion entre Sinan le Juif et Kapudan Sinan Pacha faite par divers historiens amateurs a conduit ces derniers à attribuer au premier la tombe du second à Üsküdar (Istanbul) ; certains auteurs ou leur source confondant à leur tour Üsküdar et Shkodër (appelées toutes les deux Scutari dans certaines langues) ont ainsi écrit que Sinan avait été enterré dans un cimetière juif en Albanie[réf. nécessaire].